# لين وارتون
لين وارتون هو لاعب هوكي الجليد كندي، ولد في 13 ديسمبر 1927 في وينيبيغ في كندا، وتوفي في 30 سبتمبر 2007.

## وصلات خارجية
- لين وارتون على موقع دوري الهوكي الوطني (الإنجليزية)
- لين وارتون على موقع قاعة مشاهير الهوكي (لاعب أن.إتش.أل) (الإنجليزية)
- لين وارتون على موقع EliteProspects.com (الإنجليزية)
- لين وارتون على موقع HockeyDB.com (الإنجليزية)
- لين وارتون على موقع Hockey-Reference.com (الإنجليزية)